# 小林英明
小林 英明（こばやし ひであき、1954年9月10日 - ）は、日本の弁護士（第一東京弁護士会）。
長島・大野・常松法律事務所シニア・カウンセル。

## 人物
危機・不祥事・ホワイトカラークライム対応、企業統治が専門。
ゼネコン汚職事件、泉井事件、KSD事件（村上正邦自民党参院議員会長賄賂事件）、ディオバン事件、神戸製鋼データ改ざん事件、電通労働法違反事件の弁護人を務める。
NHKの関連団体ガバナンス調査事件、小保方晴子の早稲田大学博士論文不正問題、ベネッセ個人情報流出事件、東洋ゴム免震ゴム性能データ改ざん事件などの調査委員長などを務める。
泉井事件では、東京地検特捜部が起訴した数十億円の詐欺罪について無罪判決を得た。
KSD事件では、村上正邦の国会における証人喚問の場に、補佐人として陪席し、村上に「訴追の恐れがあるので証言できない」と法律に規定されている証言拒否の理由を明確に述べさせた上で、10数回にわたり、証言を拒否させたが、その後、国会の証人喚問において、この方式による証言拒否が多くなされるようになった。。
ディオバン事件では、東京地検特捜部により薬事法違反で起訴された大手製薬会社について無罪判決を得た。
小保方の博士論文事件の調査では、当時、世間から荒唐無稽な主張といわれていた「取り違いによって作成初期段階の草稿が製本され、大学に提出された」との小保方の主張を、真実と認定し、さらに、「製本された論文を前提とすれば、学位を授与すべきではなかったが、大学の審査体制の不備で、いったん、授与してしまった以上は、大学で定められている『取り消し規定』に該当しない限り、取り消しはできない。今回のケースは、その規定に該当しない。」との判断を示した。
安倍晋三総理大臣が自民党幹事長時代、同人のスキャンダルを報じた月刊誌「噂の真相」（休刊）を相手にした名誉毀損事件において安倍の代理人を務め、同誌は休刊前の最終号に安倍への謝罪文を掲載した。
NHK経営委員として、古森重隆委員長とともに、NHK職員出身のNHK会長を中心とした執行部と、種々の問題で、激しく議論を戦わせていたが、2007年9月、会長ら執行部が作成したNHK5か年経営計画を承認せず、新会長を民間から招聘すべきと主張した。翌年、アサヒビールの元社長福地茂雄がNHK会長に就任したが、民間からの会長就任は20年ぶりのことだった。2008年6月24日、女性国際戦犯法廷に関するNHK番組改変問題の最高裁判決を取り上げて、「同判決は、編集権は放送現場にはなく、法人としてのNHKにある、としたものだ」と発言した。
また、2009年5月26日、NHKスペシャル シリーズ 「JAPANデビュー」に関して、「日本と台湾との間で日台戦争があったかのように放送したが、それは真実ではなく、真実でない放送を禁止している放送法に違反する恐れがある」と発言した。

## 経歴
- 1973年 ： 都立両国高等学校卒業
- 1978年 ： 早稲田大学法学部卒業
- 1980年 ： 司法修習（32期）終了
- 1980年 ： 検事任官（東京、宇都宮）
- 1983年 ： 弁護士登録（第一東京）小林英明法律事務所開設
- 2000年 ： 小林総合法律事務所に改組
- 2007年 - 2010年 ： NHK経営委員（2008年から2010年監査委員を兼務）
- 2013年 ： 長島・大野・常松法律事務所と統合し同事務所パートナー